# Ateuchus
Ateuchus là một chi bọ cánh cứng thuộc họ Scarabaeidae.